# Tillandsia 'Evita'
Tillandsia 'Evita' es un cultivar híbrido del género Tillandsia perteneciente a la familia Bromeliaceae.
Es un híbrido creado en el año 1996 con las especies Tillandsia argentina × Tillandsia vernicosa.